# TV Гидры
TV Гидры (лат. TV Hydrae), HD 118412 — тройная звезда в созвездии Гидры на расстоянии приблизительно 269 световых лет (около 82,6 парсек) от Солнца.
Пара первого и второго компонентов — двойная затменная переменная звезда (E:). Фотографическая звёздная величина звезды — от +8,2m до +8m.
Открыта Азельо Бемпорадом в 1908 году*.

## Характеристики
Первый компонент — белая звезда спектрального класса A3, или A9V. Масса — около 1,599 солнечной, радиус — около 1,808 солнечного, светимость — около 6,988 солнечной. Эффективная температура — около 7245 K.
Третий компонент — красный карлик спектрального класса M. Масса — около 201,88 юпитерианской (0,1927 солнечной). Удалён в среднем на 1,749 а.е..